# Are You Metal?
"Are You Metal?" – singel promujący album 7 Sinners zespołu Helloween.

## Lista utworów
Wersja japońska:
1. "Are You Metal?" (Deris) – 3:38
2. "Raise The Noise" (Weikath) – 4:39
3. "I'm Free" - 4:13

## Skład
- Andi Deris – wokal
- Sascha Gerstner – gitara
- Michael Weikath – gitara
- Markus Grosskopf – gitara basowa
- Dani Löble – perkusja